# Celtic Frost
Celtic Frost (pronúncia: Keltik Frost) foi uma banda de metal  formada  na Suíça em 1982 sob o nome Hellhammer, que acabou mudando de nome  para Celtic Frost em 1984, após o lançamento de algumas demo tapes. Tornaram-se muito influentes para a cena do metal extremo das décadas de 1980 e 1990, principalmente devido ao lançamento de seus dois primeiros discos, Morbid Tales (1984) e To Mega Therion (1985). Seu terceiro disco, Into the Pandemonium (1987), apresentou novos elementos sonoros, sendo referência para futuros grupos de gothic metal.
O primeiro período da banda deu-se entre 1984 e 1993. Após muitos anos envolvidos em outros projetos musicais, o vocalista/guitarrista Tom G. Warrior e o baixista  Martin Eric Ain reformaram o grupo nos anos 2000 e lançaram o disco Monotheist em 2006. Em 2008 a banda acabou novamente após divergências musicais e a saída de Tom, que agora segue sua carreira no Triptykon.
O Celtic Frost gravou discos que permeiam vários estilo musicais, como thrash metal, gothic metal, avant-garde metal, doom metal e ainda é considerado pioneiro da primeira onda do black metal.

## História

### Formação e primeiros álbuns (1984-1986)
O Celtic Frost formou-se no fim de maio de 1984 pelo vocalista/guitarrista Tom G. Warrior, pelo baixista Martin Eric Ain (dois ex-membros do Hellhammer) e pelo baterista Isaac Darso. Algumas semanas depois da formação, Darso abandonou a banda e foi substituído por Stephen Priestly (que anteriormente também era parte do Hellhammer).
Em 1984 gravaram seu primeiro álbum, Morbid Tales, que dava sequencia ao som apresentado pelo Hellhammer: vocais ríspidos (marca registrada de Tom G.), alternância entre a velocidade e a cadencia do ritmo, e letras focando na morte e no ocultismo. O mini-LP, que viria a ser tornar umas das bases do death metal, obteve grande êxito na cena do metal underground e permitiu à banda realizar sua primeira turnê na Alemanha e na Áustria. Ao final do mesmo ano, contrataram o baterista de estadunidense Reed St. Mark.
Em agosto de 1985 foi publicado o EP Emperor's Return. Estas duas primeiras gravações do Celtic Frost foram relançadas posteriormente em um único CD.
Em outubro foi lançado um dos  álbuns mais influentes da banda e do gênero, To Mega Therion. Mantendo o clima sombrio, direto, cru e extremo de Morbid Tales, o disco era bem tocado, bem produzido, original, trazia ideias novas e mostrava que o Black/Thrash metal praticado por eles criaria uma nova vertente musical inspirando inúmeras bandas pelo mundo. O disco foi gravado com Dominic Steiner no baixo, já que Martin Eric Ain havia saído temporariamente, mas retornaria pouco após o lançamento. A capa de To Mega Therion foi desenhada pelo artista suíço H. R. Giger, que futuramente colaboraria com a banda para dirigir o clipe "A Dying God Coming Into Human Flesh" e desenhar a guitarra de Tom G. Warrior.
No ano seguinte puseram à venda seu segundo EP, Tragic Serenades.

### Mudanças no som (1987-1989)

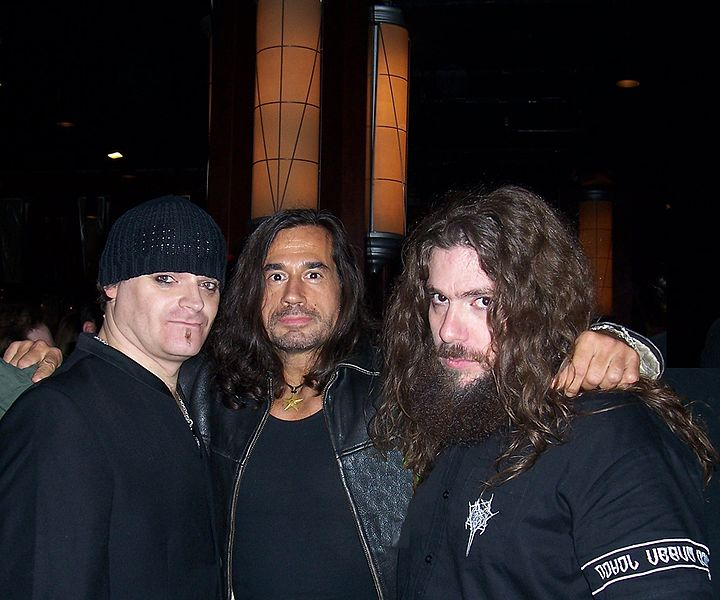
Tom Warrior, Reed St. Mark e Martin Eric Ain.

Em 1987, teve início o que, para muitos, foi a decadência do Celtic Frost. O LP deste ano, Into the Pandemonium, apresentou uma série de inovações nunca vistas no heavy metal. Agora, instrumentos de música erudita, letras em francês, sonoridades de hip hop e outras vertentes diferentes juntavam-se ao peso das guitarras e à agressividade da seção rítmica. O Celtic Frost provava ser corajoso o suficiente para experimentar, ainda que os fãs antigos (ao contrário da crítica) tenham ojerizado esse tipo de mudança. Apesar da controvérsia, músicas como "Danse Macabre" e "Tears in a Prophet’s Dream" dos álbuns anteriores e agora com os vocais de Tom variando entre o brutal/sombrio e suave, inegavelmente serviram de fundamental importância para o desenvolvimento do gothic metal. Em 2021, o álbum foi eleito pela Metal Hammer como o segundo melhor álbum de metal sinfônico de todos os tempos.
Porém, em 1988 que a situação piorou. Ain deixou o conjunto e foram adicionados a ele Oliver Amberg (guitarra) e Curt Victor Bryant (baixo). O agora quarteto assumiu um visual simplesmente radical (inspirado nas bandas glam de Los Angeles, como Poison, Mötley Crüe e outras, que eram um fenômeno de vendas na época) e Warrior abandonou o pseudônimo e passou a assinar como Thomas Gabriel. O disco gravado sob esse panorama foi chamado Cold Lake. As canções já não tinham mais nada em comum com o metal extremo, era, agora, um hard rock artificial. Parecia claro que Gabriel tencionava conquistar o mercado americano, inatingido pelo Frost, e resolveu copiar os grupos que então faziam sucesso por lá – logo ele, que ficara famoso como um vanguardista. Contudo, a tentativa foi em vão, já que o álbum não fora muito bem nos EUA.

### Declínio e separação (1990-1993)
Com o fracasso de “Cold Lake”, Warrior viu-se num beco sem saída: estava claro que continuar com aquela proposta não o levaria a lugar nenhum. Dois anos depois, Ain volta à banda e um novo álbum é lançado, Vanity/Nemesis, onde o estilo glam é deixado de lado e o grupo foca-se no thrash. Embora a qualidade do disco tenha melhorado bastante em relação ao anterior, a reputação da banda continuava má com os fãs. Em 1992 foi lançada a coletânea Parched With Thirst Am I and Dying, contendo gravações inéditas e raridades.
Em 1993 a banda se dissolveu.

### Reunião e "Monotheist" (2001-2007)
Ao final de 2001, Warrior e Ain começaram a escrever músicas juntos outra vez, com Unala como guitarrista, e desde o fim de 2002, com o experiente baterista suíço Franco Sesa. O objetivo era desenvolver e gravar um novo álbum mais obscuro e pesado. A realização do álbum  atrasou mais que o previsto (em parte devido às finanças do projeto), mas finalmente em 2005 foi finalizada a gravação que  Warrior e Ain descreveram como "o disco mais obscuro que o Celtic Frost já gravou", agora abordando o Doom/gothic metal.

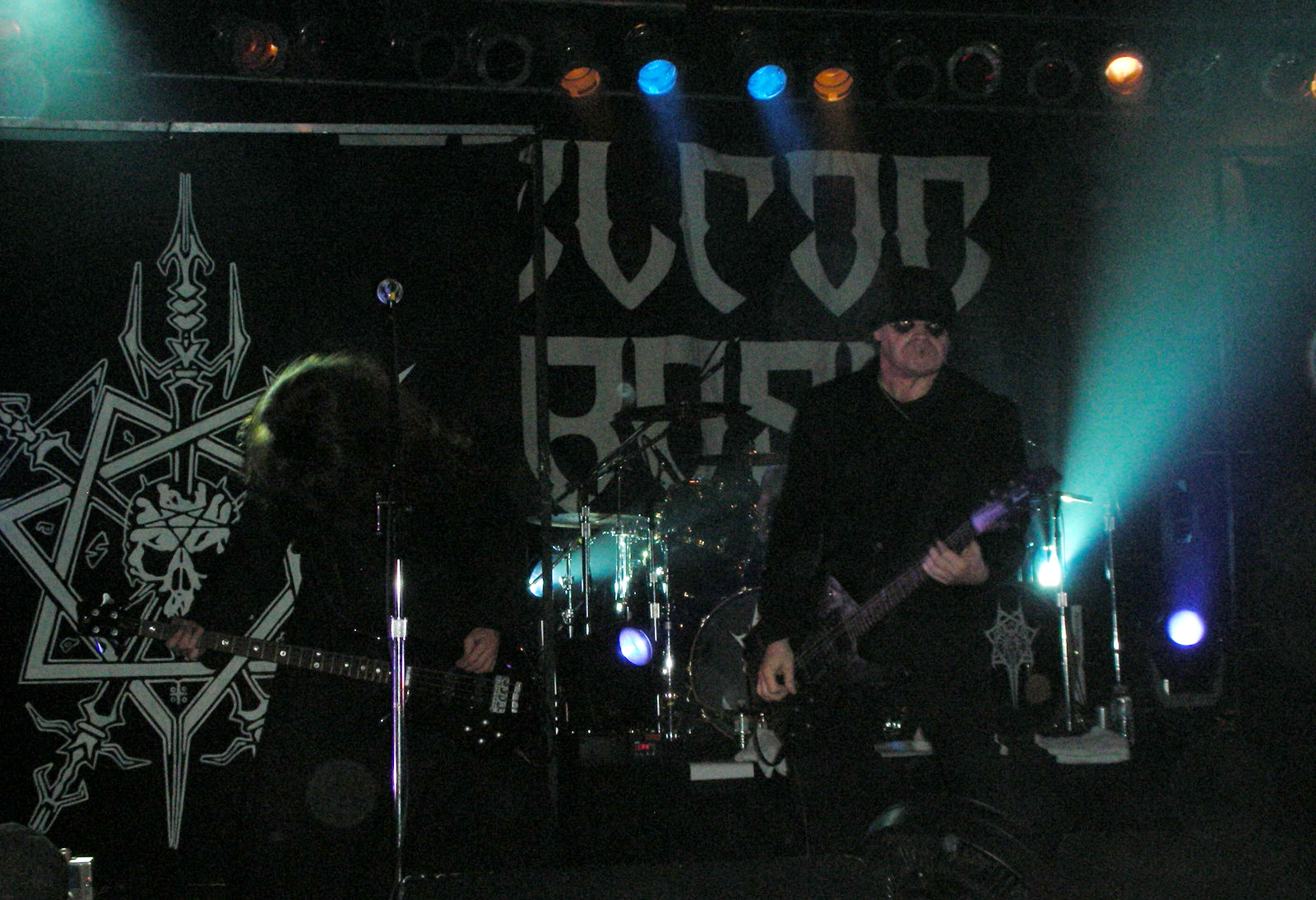
Celtic Frost em Portland en 2006.

O sexto álbum de estúdio do Celtic Frost foi financiado pela própria banda através de seu próprio selo, Prowling Death Records, e impresso por Diktatur des Kapitals. A Prowling Death Records foi criada originalmente como um selo underground que publicou as demos do Hellhammer entre 1983 e 1984. O álbum foi produzido por Celtic Frost e Peter Tägtgren (músico de las bandas Bloodbath/Hypocrisy/Pain) e mixado por Fischer e Ain. O álbum, intitulado "Monotheist", foi lançado em 30 de maio de 2006.
Em 29 de maio de 2006, o Celtic Frost embarcou na turnê mais extensa de sua história, a "Monotheist Tour", inicialmente como atrações principais de festivais (como o Wacken Open Air, ante 50.000 pessoas) na Europa, América do Norte em 2006, e o primeiro concerto da banda no Japão em janeiro de 2007. No início de 2007, foi realizada a primeira parte da tour europeia e regressaram aos Estados Unidos como convidados especiais do Type O Negative.
Nos concertos, o Celtic Frost tocou com um guitarrista adicional. Esta posição foi inicialmente ocupada por Anders Odden (Cadaver, Apoptygma Berzerk), e depois por V Santura (de Dark Fortress).

### Fim definitivo da banda (2008)
Com a saída de Warrior em 2008, a banda encerrou as atividades novamente. Ele afirma:
| “ | “Há muitas coisas que não podemos dizer com um ar de definição, mas isso eu posso. Não tenho absolutamente nenhum interesse em retornar novamente ao Celtic Frost. Quando fiz isso da última vez, depositei uma grande quantia de dinheiro, energia e tempo nisso. Esperava que outras pessoas fizessem o mesmo. Mas, infelizmente, fui traído e esfaqueado pelas costas. Não farei mais esse tipo de esforço sem ser com pessoas em quem posso confiar. Por mais que ame a música do Celtic Frost, não posso mais fazer isso. Por outro lado, formei o Triptykon para soar o mais próximo possível do que fazíamos. As diferenças maiores são humanas, não musicais”. | ” |

Tom, em seguida, formou seu novo projeto Triptykon, continuando com seu trabalho apresentado no disco Monotheist. Martin Eric Ain faleceu em 21 de outubro de 2017, vitima de um ataque cardíaco.

## Influência

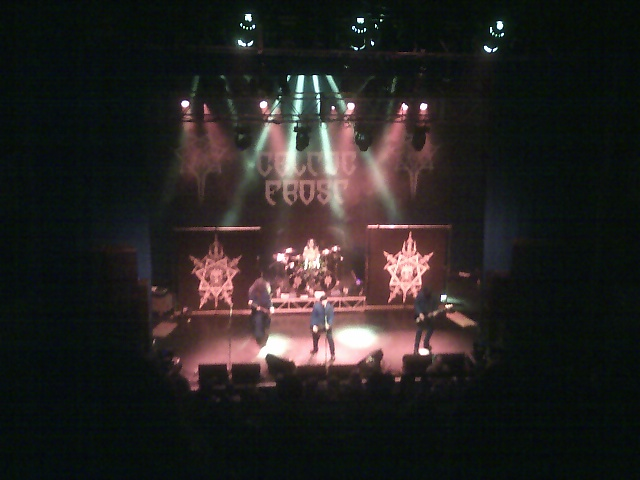
Swiss band Celtic Frost

O Celtic Frost influenciou importantes bandas de black, death, thrash, e heavy metal. A banda Therion, por exemplo, foi assim nomeada por causa do álbum To Mega Therion. Outros grupos já citaram o Celtic Frost como influência e tem feito covers de suas canções, como Melvins, Enslaved, Opeth, Marduk,  Opera IX, Evoken, Nile, Amorphis, Stormtroopers of Death, Paradise Lost, Anathema, Nirvana, HIM, Dimmu Borgir, The Gathering, Akercocke, Sarcófago, Sepultura, Samael, Astarte, Vader, Tiamat, Emperor, Cradle of Filth, Mayhem, My Dying Bride, Darkthrone, Satyricon, High on Fire, Nokturnal Mortum, Obituary, Gorgoroth, 1349, e muitos outras. Dave Grohl (ex-Nirvana, Foo Fighters) já declarou em várias ocasiões  que o Celtic Frost foi uma importante influência para ele. Posteriormente convidou o cantor Tom G. Warrior a participar das gravações de seu projeto solo, Probot, coescrevendo a canção "Big Sky".
Em 1996, a Dwell Records lançou In Memory of Celtic Frost, uma coleção de canções regravadas por outras bandas.[carece de fontes?] Notáveis bandas aparece nesse disco tributo, incluindo Enslaved, que fez cover de "Procreation (of the Wicked)"; Opeth, que regravou a canção "Circle of the Tyrants"; a banda de death metal sueca Grave, regravando "Mesmerized"; a banda canadense de thrash metal Slaughter,  regravando "Dethroned Emperor"; Apollyon Sun (como o próprio Tom G. Warrior), regravando "Babylon Fell"; e as bandas norueguesas de black metal Emperor, que fez cover de "Massacra", e Mayhem, fazendo cover de  "Visual Aggression". O álbum tributo também conta com releituras canções do Celtic Frost por bandas de metal menos famosas. O CD, difícil de ser encontrado, está agora fora de catálogo.
Apesar disto, quando Tom foi perguntado sobre se era uma influencia de heavy metal, respondeu: "Não, eu tento sempre manter-me alheio a isto. Eu sou um músico, não quero envolver-me em tudo isso. Não é saudável. Quero fazer bons discos. Eu ainda estou vivo e sinto que há muito coisa para fazer no meu futuro. Eu não quero ser incomodado com o quê tem influência e onde estamos e tudo isso. Eu acho que é muito negativo".

## Integrantes
| Última formação - Tom G. Warrior - voz, guitarra (1984-1993, 2001-2008) - Martin Eric Ain - baixo, vocal (1984-1985, 1986-1987, 1990-1993, 2001-2008) - Franco Sesa - bateria (2002-2008) Músicos de turnê - Ron Marks - guitarra (1987) - Anders Odden – guitarra (2006–2007) - V Santura – guitarra (2007–2008) | Membros antigos - Stephen Priestly (Stephen Gasser) - bateria (1984 , 1988-1992) - Isaac Darso (Isaac Khakshouri) - bateria (1984) - Reed St. Mark (Reid Cruickshank) - bateria (1985-1988, 1992-1993) - Dominic Steiner - baixo (1985) - Oliver Amberg - guitarra (1988-1989) - Curt Victor Bryant - baixo (1988-1990), guitarra (1990-1993) - Erol Unala – guitarra (2001–2006) |

## Discografia
| - 1984 – Morbid Tales - 1985 – To Mega Therion - 1987 – Into the Pandemonium - 1988 – Cold Lake - 1990 – Vanity/Nemesis - 2006 – Monotheist - 1985 – Emperor's Return - 1986 – Tragic Serenades - 1990 – Wine in My Hand (Third from the Sun) | - 1991 - Parched With Thirst Am I And Dying - 2003 - Are You Morbid? - 1987 - The Collector's Celtic Frost - 1987 - I Won't Dance - 1988 - Cherry Orchards - 1989 - The Celtic Frost Story - 1989 - Live at Hammersmith Odeon (VHS) |